# Eden Prairie
Eden Prairie é uma cidade localizada no estado americano do Minnesota, no Condado de Hennepin.

## Demografia
Segundo o censo americano de 2000, a sua população era de 54.901 habitantes.
Em 2006, foi estimada uma população de 60.952, um aumento de 6051 (11.0%).

## Geografia
De acordo com o United States Census Bureau tem uma área de 91,2 km², dos quais 83,9 km² cobertos por terra e 7,3 km² cobertos por água. Eden Prairie localiza-se a aproximadamente 243 m acima do nível do mar.

## Localidades na vizinhança
O diagrama seguinte representa as localidades num raio de 12 km ao redor de Eden Prairie.